# Xian de Xiajiang
Le xian de Xiajiang (峡江县 ; pinyin : Xiájiāng Xiàn) est un district administratif de la province du Jiangxi en Chine. Il est placé sous la juridiction de la ville-préfecture de Ji'an.

## Démographie
La population du district était de 155 993 habitants en 1999.